# East Moriches
East Moriches es un lugar designado por el censo ubicado en el condado de Suffolk en el estado estadounidense de Nueva York. En el año 2000 tenía una población de 4,550 habitantes y una densidad poblacional de 322.9 personas por km².

## Geografía
Según la Oficina del Censo, la ciudad tiene un área total de 14,5 km² (5,6 mi²), de la cual 35,7 km² (13,8 mi²) es tierra y 0 km² (0 mi²) (0%) es agua.

## Demografía
Según la Oficina del Censo en 2007 los ingresos medios por hogar en la localidad eran de $62,005, y los ingresos medios por familia eran $71,000. Los hombres tenían unos ingresos medios de $50,991 frente a los $30,650 para las mujeres. La renta per cápita para la localidad era de $24,086. Alrededor del 3.5% de la población estaban por debajo del umbral de pobreza.